# Boom Boom Pow
Boom Boom Pow ist ein Song der Black Eyed Peas und war die erste Singleauskopplung aus dem Album The E.N.D. Die Single wurde bei digitalen Veröffentlichungen in der ersten Woche 465.000 Mal heruntergeladen und erzielte damit den dritten Platz in der Liste der meistheruntergeladenen Lieder in einer Woche aller Zeiten. Somit stieg Boom Boom Pow in den USA und Kanada direkt auf den ersten Platz. Boom Boom Pow wurde bereits 2008 aufgenommen. Das Bandmitglied will.i.am produzierte den Track über die Drum Machine Roland TR-808.
Am 10. März 2009 war der Song zum ersten Mal im Radio zu hören. Er ist in Deutschland seit dem 10. April 2009 digital erhältlich. Seit dem 8. Mai 2009 ist das Lied auf CD erhältlich. Das US-amerikanische Billboard-Magazin nahm Boom Boom Pow positiv auf und meinte, dass der Track die Black Eyed Peas in guter Verfassung zeige.

## Musikvideo
Fergie sagte in einem Interview bei The Insider, dass das Video ab dem 8. März 2009 aufgenommen wurde. Das Making-of des Videos wurde bei MTV am 8. April veröffentlicht. Das Musikvideo, das von Mathew Cullen produziert wurde, hatte am 18. April Weltpremiere, zusammen mit dem neuen Black-Eyed-Peas-Kanal auf Dipdive.
Bei den Grammy Awards 2010 wurde Boom Boom Pow in der Kategorie Best Short Form Music Video ausgezeichnet.

## Kommerzieller Erfolg

### Chartplatzierungen
| ChartsChartplatzierungen       | Höchstplatzierung | Wochen |
| ------------------------------ | ----------------- | ------ |
| Deutschland (GfK)              | 3 (31 Wo.)        | 31     |
| Österreich (Ö3)                | 3 (30 Wo.)        | 30     |
| Schweiz (IFPI)                 | 4 (46 Wo.)        | 46     |
| Vereinigte Staaten (Billboard) | 1 (33 Wo.)        | 33     |
| Vereinigtes Königreich (OCC)   | 1 (38 Wo.)        | 38     |

| ChartsJahrescharts (2009)      | Platzierung |
| ------------------------------ | ----------- |
| Deutschland (GfK)              | 27          |
| Österreich (Ö3)                | 20          |
| Schweiz (IFPI)                 | 17          |
| Vereinigte Staaten (Billboard) | 1           |
| Vereinigtes Königreich (OCC)   | 7           |

| ChartsJahrescharts (2000–2009) | Platzierung |
| ------------------------------ | ----------- |
| Vereinigte Staaten (Billboard) | 7           |

### Auszeichnungen für Musikverkäufe
| Land/Region                  | Auszeichnungen für Musikverkäufe (Land/Region, Auszeichnung, Verkäufe) | Verkäufe   |
| ---------------------------- | ---------------------------------------------------------------------- | ---------- |
| Australien (ARIA)            | 4× Platin                                                              | 280.000    |
| Belgien (BRMA)               | Platin                                                                 | 30.000     |
| Brasilien (PMB)              | Diamant                                                                | 250.000    |
| Dänemark (IFPI)              | Gold                                                                   | 15.000     |
| Deutschland (BVMI)           | Gold                                                                   | 150.000    |
| Frankreich (SNEP)            | Diamant                                                                | 333.333    |
| Italien (FIMI)               | Gold                                                                   | 50.000     |
| Japan (RIAJ)                 | Gold                                                                   | 100.000    |
| Kanada (MC)                  | 8× Platin                                                              | 320.000    |
| Neuseeland (RMNZ)            | 2× Platin                                                              | 30.000     |
| Schweden (IFPI)              | Gold                                                                   | 20.000     |
| Schweiz (IFPI)               | Platin                                                                 | 30.000     |
| Spanien (Promusicae)         | Gold                                                                   | 20.000     |
| Südkorea (KMCA)              | —                                                                      | 501.191    |
| Vereinigte Staaten (RIAA)    | Diamant                                                                | 10.000.000 |
| Vereinigtes Königreich (BPI) | Platin                                                                 | 987.000    |
| Insgesamt                    | 6× Gold · 17× Platin · 3× Diamant ·                                    | 13.116.524 |

Hauptartikel: The Black Eyed Peas/Auszeichnungen für Musikverkäufe

## Coverversionen
- Der Song wurde von Jeffree Star gecovert und unter dem Titel Boom Boom Pow (Remix) am 21. April 2009 als Gratis-Download angeboten.